# Arne Kotte
Arne Kotte (Steinkjer, 20 de marzo de 1935-ibídem, 8 de julio de 2015) fue un futbolista noruego que jugaba en la demarcación de delantero.

## Biografía
Debutó como futbolista en 1951 con el Steinkjer FK, disputando la Landsdelsserien. Tras un año, fichó por el Vålerenga Oslo IF, donde jugó otros tres años. Con el club quedó en primera posición de su grupo de la Landsdelsserien, ascendiendo así a la máxima categoría del fútbol noruego, y quedando en la cuarta posición del grupo A en su último año en el club. Tras un breve paso de nuevo por el Steinkjer FK, viajó a Italia para fichar por el US Palermo, con quien disputó la Serie A y quedó en la posición 18, descendiendo así de categoría, sin jugar ni un solo partido. Posteriormente jugó en el Frigg Oslo FK y de nuevo en el Steinkjer FK, con quien se retiró en 1965.
Falleció el 8 de julio de 2015 en Steinkjer a los 80 años de edad.

## Selección nacional
Jugó un total de 19 partidos con la selección de fútbol de Noruega, anotando además tres goles. Hizo su debut el 30 de agosto de 1953 en un partido del Campeonato nórdico de fútbol contra Finlandia que acabó con un resultado de 1-4 a favor del conjunto noruego. Además llegó a jugar un partido de clasificación para la Copa Mundial de Fútbol de 1962 contra Turquía. Su último partido lo disputó el 5 de noviembre de 1961 contra Malta en calidad de amistoso.

### Goles internacionales
| # | Fecha                    | Estadio                   | Oponente | Gol | Resultado | Competición                  |
| - | ------------------------ | ------------------------- | -------- | --- | --------- | ---------------------------- |
| 1 | 25 de mayo de 1955       | Estadio Bislett, Oslo     | Irlanda  | 1-1 | 1–3       | Amistoso                     |
| 2 | 25 de septiembre de 1955 | Råsundastadion, Estocolmo | Suecia   | 1-1 | 1–1       | Campeonato nórdico de fútbol |
| 3 | 5 de noviembre de 1961   | Empire Stadium, Gżira     | Malta    | 1-1 | 1–1       | Amistoso                     |

## Clubes
| Club              | País    | Año         |
| ----------------- | ------- | ----------- |
| Steinkjer FK      | Noruega | 1951 - 1952 |
| Vålerenga Oslo IF | Noruega | 1952 - 1955 |
| Steinkjer FK      | Noruega | 1955 - 1956 |
| US Palermo        | Italia  | 1956 - 1957 |
| Frigg Oslo FK     | Noruega | 1958 - 1960 |
| Steinkjer FK      | Noruega | 1960 - 1965 |